# 아카데미 여우조연상
아카데미 여우조연상(Academy Award for Best Supporting Actress)은 아카데미상의 부문 중 하나로, 그 해 미국에서 공개된 영화에서 가장 뛰어난 여자 조연 배우에게 수여된다. 상을 주기 시작한 이래로, 이 상은 흔히 오스카 여우조연상(Oscar for Best Supporting Actress)이라고도 불린다. 이 상의 후보들은 배우들로 이뤄진 아카데미 회원들이 선정하고, 수상자는 아카데미 전체 회원들이 선정한다.

## 역사
상을 수여하기 시작한지 77년째로, 공동 수상자와 재수상자를 합하여, 아카데미 여우조연상에는 총 77번의 시상식에 75명의 배우들이 수상하였다. 아카데미상 수상자의 메리트로서는 검을 쥐고 필름 릴에 서 있는 금으로 씌어진 기사 모양을 오스카 트로피를 수여받는다. 제16회 아카데미상 시상식(1943년)에서는 명판을 수여받았다. 아카데미 여우조연상의 첫 수상자는 제9회 아카데미상 시상식(1936년)에서 《안소니 에드버즈》를 통해 수상을 한 게일 손더그라드이다. 가장 최근의 수상자는 제87회 아카데미상 시상식(2015년)에서 《보이후드》를 통해 수상을 한 퍼트리샤 아켓이다.
제8회 아카데미상 시상식(1935년)까지만 하더라도, 아카데미 여우주연상 후보에는 주연, 조연으로 연기한 모든 여자 배우들을 포함시켰다. 하지만 제9회 아카데미상 시상식(1936년)에는 여우주연상이 필연적으로 상영 시간의 대부분을 출연하는 배우들을 선호하게 되던 불평사항에 따라 시상을 명확하게 하기 위해서 여우조연상이 특별히 생기게 되었다. 그렇기는 하지만, 메이 롭슨은 확실하게 조연 역으로 출연했던 《하루 동안의 숙녀》(1933년)를 통해 여우주연상 후보에 오르기도 하였다.

## 역대 수상자 및 후보

### 1930년대
| 연도                   | 배우                     | 작품                | 배역 |
| ---------------------- | ------------------------ | ------------------- | ---- |
| 1936 제9회 아카데미상  |                          |                     |      |
| 게일 손더그라드        | 안소니 에드버즈          | Faith Paleologus    |      |
| 벨루아 본디            | 《화려한 말괄량이》      | 레이철 잭슨         |      |
| 앨리스 브래디          | 《마이 맨 갓프리》       | 앤절리카 불럭       |      |
| 보니타 그랜빌          | 《이 세 사람》           | 메리 틸퍼드         |      |
| 마리아 우스펜스카야    | 《공작 부인》            | 오버스도프 공작부인 |      |
| 1937 제10회 아카데미상 |                          |                     |      |
| 앨리스 브래디          | 인 올드 시카고           | 몰리 올리리         |      |
| 앤드리아 리즈          | 《스테이지 도어》        | 케이 해밀턴         |      |
| 앤 셜리                | 스텔라 달라스            | 로럴 "롤리" 달라스  |      |
| 클레어 트레버          | 《데드 엔드》            | 프랜시              |      |
| 메이 휘티              | 《나이트 머스트 폴》     | 브램슨 부인         |      |
| 1938 제11회 아카데미상 |                          |                     |      |
| 페이 베인터            | 《제저벨》               | 벨 매시 고모        |      |
| 벨루아 본디            | 《오브 휴먼 하츠》       | 메리 윌킨스         |      |
| 빌리 버크              | 《메레리 위 리브》       | 에밀리 킬본         |      |
| 스프링 바잉톤          | 《우리들의 낙원》        | 페니 시커모어       |      |
| 밀리사 코리우스        | 《그레이트 왈츠》        | 칼라 도너           |      |
| 1939 제12회 아카데미상 |                          |                     |      |
| 해티 맥대니얼          | 《바람과 함께 사라지다》 | 매미                |      |
| 올리비아 드 하빌랜드   | 《바람과 함께 사라지다》 | 멜러니 해밀턴       |      |
| 제럴딘 피처럴드        | 《폭풍의 언덕》          | 이저벨라 린턴       |      |
| 에드나 메이 올리버     | 《모호크족의 북소리》    | 세라 매클레너       |      |
| 마리아 우스펜스카야    | 《러브 어페어》          | 저누 할머니         |      |

### 1940년대
| 연도                   | 배우                              | 작품                         | 배역 |
| ---------------------- | --------------------------------- | ---------------------------- | ---- |
| 1940 제13회 아카데미상 |                                   |                              |      |
| 제인 다웰              | 《분노의 포도》                   | Ma Joad                      |      |
| 주디스 앤더슨          | 《레베카》                        | 댄버스 부인                  |      |
| 러스 허시              | 《필라델피아 스토리》             | 엘리자베스 임브리            |      |
| 바버라 오닐            | 《올 디스 엔드 헤븐 투》          | Duchesse de Praslin          |      |
| 마조리 램보            | 《환락의 길》                     | 매미 애덤스                  |      |
| 1941 제14회 아카데미상 |                                   |                              |      |
| 매리 애스터            | 대단한 거짓말                     | 샌드라 코백                  |      |
| 세라 올굿              | 《나의 계곡은 푸르렀다》          | 베스 모건                    |      |
| 퍼트리샤 콜린지        | 《작은 여우들》                   | 버디 허버드                  |      |
| 테리사 라이트          | 《작은 여우들》                   | 알렉산드라 기든스            |      |
| 마거릿 위컬리          | 《요크 상사》                     | 머더 요크                    |      |
| 1942 제15회 아카데미상 |                                   |                              |      |
| 테리사 라이트          | 《미니버 부인》                   | 캐럴 벨던                    |      |
| 글래디스 쿠퍼          | 《가라, 항해자여》                | 베일 부인                    |      |
| 애그니스 무어헤드      | 《훌륭한 앰버슨가》               | Fanny Minafer                |      |
| 수전 피터스            | 《마음의 행로》                   | Kitty Chilcet                |      |
| 메이 휘티              | 《미니버 부인》                   | Lady Beldon                  |      |
| 1943 제16회 아카데미상 |                                   |                              |      |
| 카티나 팍시누          | 《누구를 위하여 종은 울리나》     | 필러                         |      |
| 글래디스 쿠퍼          | 《베르나데트의 노래》             | Sister Marie Therese Vauzous |      |
| 폴렛 고더드            | 《우리가 자랑스럽게 여기는 것들》 | 조앤 오돌 중위               |      |
| 앤 리비어              | 《베르나데트의 노래》             | Louise Soubirous             |      |
| 루실 왓슨              | 《라인의 감시》                   | 패니 패럴리                  |      |
| 1944 제17회 아카데미상 |                                   |                              |      |
| 에설 배리모어          | 오직 그리움을 아는 자만이         | Ma Mott                      |      |
| 제니퍼 존스            | 신스 유 원트 어웨이               | 제인 데버라 힐턴             |      |
| 앤절라 랜즈베리        | 《가스등》                        | 낸시 올리버                  |      |
| 어라인 맥마혼          | 드래곤 씨드                       | Ling Tan's Wife              |      |
| 애그니스 무어헤드      | 파킹튼 부인                       | 아스파시아 콘티 남작부인     |      |
| 1945 제18회 아카데미상 |                                   |                              |      |
| 앤 리비어              | 녹원의 천사                       | 애러민티 브라운              |      |
| 이브 아덴              | 《밀드레드 피어스》               | 아이다 코윈                  |      |
| 앤 블라이스            | 밀드레드 피어스                   | 비다 피어스 포레스터         |      |
| 앤절라 랜즈베리        | 《도리안 그레이의 초상》          | 시빌 베인                    |      |
| 조앤 로링              | 《콘 이즈 그린》                  | 베시 왜티                    |      |
| 1946 제19회 아카데미상 |                                   |                              |      |
| 앤 백스터              | 《면도날》                        | 소피 맥도널드                |      |
| 에설 배리모어          | 《나선 계단》                     | 워런 부인                    |      |
| 릴리언 기시            | 《백주의 결투》                   | 로라 벨 매캔리스             |      |
| 플로라 롭슨            | 여행 가방                         | Angelique Buiton             |      |
| 게일 손더그라드        | 《왕과 나》                       | Lady Thiang                  |      |
| 1947 제20회 아카데미상 |                                   |                              |      |
| 설레스트 홈            | 《신사협정》                      | 앤 데트레이                  |      |
| 에설 배리모어          | 《패러딘 부인의 사랑》            | 소피 호필드                  |      |
| 글로리아 그레이엄      | 《십자포화》                      | 지니 트러메인                |      |
| 마조리 메인            | 《애그 앤 아이》                  | Ma Kettle                    |      |
| 앤 리비어              | 《신사협정》                      | 그린 부인                    |      |
| 1948 제21회 아카데미상 |                                   |                              |      |
| 클레어 트레버          | 《키 라르고》                     | 게이 돈                      |      |
| 바버라 벨 게디스       | 《아이 리멤버 마마》              | 캐트린 핸슨                  |      |
| 엘렌 코비              | 《아이 리멤버 마마》              | 트리나 고모                  |      |
| 애그니스 무어헤드      | 《조니 벨린다》                   | 애기 맥도널드                |      |
| 진 시먼스              | 《햄릿》                          | 오필리아                     |      |
| 1949 제22회 아카데미상 |                                   |                              |      |
| 머시디스 매케임브리지  | 《모두가 왕의 부하들》            | 새디 버크                    |      |
| 에설 배리모어          | 《핑키》                          | 미스 엠                      |      |
| 설레스트 홈            | 《컴 투 더 스테이블》             | 스콜라스티카 수녀            |      |
| 엘사 란체스터          | 《컴 투 더 스테이블》             | 어밀리아 포츠                |      |
| 에설 워터스            | 《핑키》                          | 다이시 존슨                  |      |

### 1950년대
| 연도                   | 배우                           | 작품                  | 배역 |
| ---------------------- | ------------------------------ | --------------------- | ---- |
| 1950 제23회 아카데미상 |                                |                       |      |
| 조시핀 헐              | 하비                           | 비타 루이즈 시먼스    |      |
| 홉 에머슨              | 케이지드                       | 이블린 하퍼           |      |
| 설레스트 홈            | 《이브의 모든 것》             | 캐런 리처즈           |      |
| 낸시 올슨              | 《선셋 대로》                  | 베티 셰이퍼           |      |
| 델마 리터              | 《이브의 모든 것》             | Birdie Kumen          |      |
| 1951 제24회 아카데미상 |                                |                       |      |
| 킴 헌터                | 《욕망이라는 이름의 전차》     | 스텔라 코왈스키       |      |
| 조안 블론델            | 《푸른 면사포》                | 애니 롤린스           |      |
| 밀드레드 던녹          | 《세일즈맨의 죽음》            | 린다 로먼             |      |
| 리 그랜트              | 형사 이야기                    | Shoplifter            |      |
| 델마 리터              | 《교배 기간》                  | 엘런 맥널티           |      |
| 1952 제25회 아카데미상 |                                |                       |      |
| 글로리아 그레이엄      | 《배드 앤 뷰티》               | 로즈메리 바틀로       |      |
| 진 헤이건              | 《사랑은 비를 타고》           | 리나 러몬트           |      |
| 콜레트 마르샹          | 《물랑 루즈》                  | 마리 샤를레           |      |
| 테리 무어              | 《사랑하는 시바여 돌아오라》   | 마리 벅홀더           |      |
| 델마 리터              | 《내 마음 속의 노래와》        | 클랜시                |      |
| 1953 제26회 아카데미상 |                                |                       |      |
| 도나 리드              | 《지상에서 영원으로》          | Alma "Lorene" Burke   |      |
| 그레이스 켈리          | 《모감보》                     | 린다 노들리           |      |
| 제럴딘 페이지          | 《혼도》                       | 앤지 로               |      |
| 마조리 램보            | 《토치 송》                    | 스튜어트 여인         |      |
| 델마 리터              | 《사우스 스트리트의 소매치기》 | 모                    |      |
| 1954 제27회 아카데미상 |                                |                       |      |
| 에바 마리 세인트       | 《워터프론트》                 | 에디 도일             |      |
| 니나 포크              | 이그젝티브 쉬트                | 에리카 마틴           |      |
| 케이티 후라도          | 《부러진 창》                  | Señora Devereaux      |      |
| 잰 스털링              | 하이 앤 마이티                 | 샐리 매키             |      |
| 클레어 트레버          | 하이 앤 마이티                 | 메이 홀스트           |      |
| 1955 제28회 아카데미상 |                                |                       |      |
| 조 판 플리트           | 《에덴의 동쪽》                | 케이트                |      |
| 베스터 블래어          | 《마티》                       | 클래라 스나이더       |      |
| 페기 리                | 《피트 켈리의 블루스》         | 로즈 홉킨스           |      |
| 마리사 파반            | 장미 문신                      | 로자 델레 로즈        |      |
| 내털리 우드            | 이유 없는 반항                 | 주디                  |      |
| 1956 제29회 아카데미상 |                                |                       |      |
| 도러시 멀론            | 바람에 쓴 편지                 | 메릴리 해들리         |      |
| 밀드레드 던녹          | 아기 인형                      | 로즈 컴포트           |      |
| 아일린 헤커트          | 나쁜 종자                      | Hortense Daigle       |      |
| 머시디스 매케임브리지  | 자이언트                       | 러즈 베네딕트         |      |
| 패티 매코맥            | 나쁜 종자                      | Rhoda Penmark         |      |
| 1957 제30회 아카데미상 |                                |                       |      |
| 우메키 미요시          | 사요나라                       | 가쓰미                |      |
| 캐럴린 존스            | 총각 파티                      | The Existentialist    |      |
| 엘사 란케스터          | 정부                           | Miss Plimsoll         |      |
| 호프 레인지            | 페이튼 플레이스                | 셀리나                |      |
| 다이앤 바르시          | 페이튼 플레이스                | 앨리슨 매켄지         |      |
| 1958 제31회 아카데미상 |                                |                       |      |
| 웬디 힐러              | 세퍼레이트 테이블              | 팻 쿠퍼               |      |
| 페기 카스              | 앤티 맘                        | 애그니스 구치         |      |
| 마사 하이어            | 섬 컴 러닝                     | 그웬 프렌치           |      |
| 모린 스태플튼          | 론리하트                       | 페이 도일             |      |
| 카라 윌리엄스          | 흑과 백                        | 빌리의 엄마           |      |
| 1959 제32회 아카데미상 |                                |                       |      |
| 셸리 윈터스            | 안네의 일기                    | Petronella Van Daan   |      |
| 허마이어니 배들리      | 꼭대기 방                      | Elspeth               |      |
| 수전 코너              | 슬픔은 그대 가슴에             | 세라 제인 존슨 (18세) |      |
| 주아니타 무어          | 슬픔은 그대 가슴에             | 애니 존슨             |      |
| 셀마 리터              | 필로우 토크                    | 앨마                  |      |

### 1960년대
| 연도                   | 배우                             | 작품                              | 배역 |
| ---------------------- | -------------------------------- | --------------------------------- | ---- |
| 1960 제33회 아카데미상 |                                  |                                   |      |
| 셜리 존스              | 엘머 갠트리                      | Lulu Baines                       |      |
| 글리니스 존스          | 선다운너스                       | 퍼스 부인                         |      |
| 셜리 나이트            | 다크 앳 더 탑 오브 더 스테어스   | Reenie Flood                      |      |
| 재닛 리                | 싸이코                           | 매리언                            |      |
| 메리 위르              | 아들과 연인                      | 클래라 도스                       |      |
| 1961 제34회 아카데미상 |                                  |                                   |      |
| 리타 모레노            | 웨스트 사이드 스토리             | Anita del Carmen                  |      |
| 페이 베인터            | 아이들의 시간                    | Amelia Tilford                    |      |
| 주디 갈런드            | 뉘른베르크 재판                  | Irene Hoffman Wallner             |      |
| 로테 레뉘아            | 스톤 부인의 로마의 봄            | Contessa Magda Terribili-Gonzales |      |
| 우나 머켈              | 여름과 연기                      | Mrs. Winemiller                   |      |
| 1962 제35회 아카데미상 |                                  |                                   |      |
| 패티 듀크              | 눈물겨운 기적                    | Helen Keller                      |      |
| 메리 배드햄            | 알라바마 이야기                  | Jean Louise "Scout" Finch         |      |
| 셜리 나이트            | 사랑과 열정                      | Heavenly Finley                   |      |
| 앤절라 랜즈베리        | 맨츄리안 켄디데이트              | Mrs. Eleanor Iselin               |      |
| 델마 리터              | 버드맨 오브 알카트라즈           | Elizabeth Stroud                  |      |
| 1963 제36회 아카데미상 |                                  |                                   |      |
| 마거릿 러더퍼드        | VIP                              | 브라이튼 공작 부인                |      |
| 다이앤 클라이언토      | 톰 존스의 화려한 모험            | Molly Seagrim                     |      |
| 에디스 에반스          | 톰 존스의 화려한 모험            | Miss Western                      |      |
| 조이스 레드먼          | 톰 존스의 화려한 모험            | Mrs. Waters (Jenny Jones)         |      |
| 리리아 스칼라          | 들의 백합                        | Mother Maria Marthe               |      |
| 1964 제37회 아카데미상 |                                  |                                   |      |
| 릴라 케드로바          | 그리스인 조르바                  | Madame Hortense                   |      |
| 글래디스 쿠퍼          | 마이 페어 레이디                 | Mrs. Higgins                      |      |
| 에디스 에반스          | 초크 가든                        | Mrs. St. Maugham                  |      |
| 그레이슨 홀            | 이구아나의 밤                    | Judith Fellowes                   |      |
| 애그니스 무어헤드      | 허쉬 허쉬 스윗 샤롯              | Velma Cruther                     |      |
| 1965 제38회 아카데미상 |                                  |                                   |      |
| 셸리 윈터스            | 패치 오브 블루                   | Rose-ann D'Arcy                   |      |
| 루스 고든              | 인사이드 데이시 클로버           | Mrs. Clover / The Dealer          |      |
| 조이스 레드먼          | 오델로                           | Emilia                            |      |
| 매기 스미스            | 오델로                           | Desdemona                         |      |
| 페기 우드              | 사운드 오브 뮤직                 | Mother Abbess                     |      |
| 1966 제39회 아카데미상 |                                  |                                   |      |
| 샌디 데니스            | 누가 버지니아 울프를 두려워하랴? | Honey                             |      |
| 웬디 힐러              | 사계의 사나이                    | Alice More                        |      |
| 조슬린 라가르드        | 하와이                           | Queen Malama                      |      |
| 비비안 머천트          | 알피                             | Lily Clamacraft                   |      |
| 제럴딘 페이지          | 유어 빅 보이 나우                | Margery Chanticleer               |      |
| 1967 제40회 아카데미상 |                                  |                                   |      |
| 에스텔 파슨스          | 우리에게 내일은 없다             | Blanche Barrow                    |      |
| 캐롤 채닝              | 모던 밀리                        | Muzzy Van Hossmere                |      |
| 밀드레드 너튁          | 맨발 공원                        | Ethel Banks                       |      |
| 비아 리차즈            | 초대받지 않은 손님               | Mrs. Prentice                     |      |
| 캐서린 로스            | 졸업                             | Elaine Robinson                   |      |
| 1968 제41회 아카데미상 |                                  |                                   |      |
| 루스 고든              | 로즈메리의 아기                  | Minnie Castevet                   |      |
| 린 칼린                | 얼굴들                           | Maria Forst                       |      |
| 손드라 록              | 마음은 외로운 사냥꾼             | Mick Kelly                        |      |
| 케이 메드포드          | 화니 걸                          | Rose Brice                        |      |
| 에스텔 파슨스          | 레이첼 레이첼                    | Calla Mackie                      |      |
| 1969 제42회 아카데미상 |                                  |                                   |      |
| 골디 혼                | 선인장 꽃                        | Toni Simmons                      |      |
| 캐서린 번즈            | 래스트 서머                      | Rhoda                             |      |
| 다이언 캐넌            | 파트너 체인지                    | Alice Henderson                   |      |
| 실비아 마일즈          | 미드나잇 카우보이                | Cass                              |      |
| 수잔나 요크            | 데이 쇼트 하우스                 | Alice LeBlanc                     |      |

### 1970년대
| 연도                   | 배우                                                                    | 작품                              | 배역 |
| ---------------------- | ----------------------------------------------------------------------- | --------------------------------- | ---- |
| 1970 제43회 아카데미상 |                                                                         |                                   |      |
| 헬렌 헤이스            | 에어포트                                                                | Ada Quonsett                      |      |
| 캐런 블랙              | 잃어버린 전주곡                                                         | Rayette Dipesto                   |      |
| 리 그랜트              | 랜드로드                                                                | Joyce Enders                      |      |
| 샐리 켈러먼            | 매시                                                                    | Maj. Margaret "Hot Lips" Houlihan |      |
| 모린 스테이플턴        | 에어포트                                                                | Inez Guerrero                     |      |
| 1971 제44회 아카데미상 |                                                                         |                                   |      |
| 클로리스 리치먼        | 마지막 영화관                                                           | Ruth Popper                       |      |
| 안마르그레트           | 애정과 욕망                                                             | Bobbie                            |      |
| 엘런 버스틴            | 마지막 영화관                                                           | Lois Farrow                       |      |
| 바버라 해리스          | 해리 캘러맨 그는 누구인가 그는 왜 나에 대해 무서운 사람이라고 말했는가? | Allison Densmore                  |      |
| 마거릿 릭턴            | 사랑의 메신저                                                           | Mrs. Maudsley                     |      |
| 1972 제45회 아카데미상 |                                                                         |                                   |      |
| 아일린 헤커트          | 나비의 외출                                                             | Mrs. Baker                        |      |
| 저니 벌린              | 갈등 부부                                                               | Lila Kolodny                      |      |
| 제럴딘 페이지          | 부부                                                                    | Gertrude                          |      |
| 수전 티렐              | 팻 시티                                                                 | Oma                               |      |
| 셸리 윈터스            | 포세이돈 어드벤쳐                                                       | Belle Rosen                       |      |
| 1973 제46회 아카데미상 |                                                                         |                                   |      |
| 테이텀 오닐            | 페이퍼 문                                                               | Addie Loggins                     |      |
| 린다 블레어            | 엑소시스트                                                              | Regan MacNeil                     |      |
| 캔디 클라크            | 청춘 낙서                                                               | Debbie Dunham                     |      |
| 매들린 칸              | 페이퍼 문                                                               | Trixie Delight                    |      |
| 실비아 시드니          | 여름날의 소망                                                           | Mrs. Pritchett                    |      |
| 1974 제47회 아카데미상 |                                                                         |                                   |      |
| 잉그리드 버그먼        | 오리엔트 특급 살인                                                      | Greta Ohlsson                     |      |
| 발렌티나 코르테세      | 아메리카의 밤                                                           | Severine                          |      |
| 매들린 칸              | 불타는 안장                                                             | Lili Von Shtupp                   |      |
| 다이앤 래드            | 앨리스는 더 이상 여기에 살지 않는다                                     | Flo Castleberry                   |      |
| 탈리아 샤이어          | 대부 2                                                                  | Connie Corleone                   |      |
| 1975 제48회 아카데미상 |                                                                         |                                   |      |
| 리 그랜트              | 샴푸                                                                    | Felicia Karpf                     |      |
| 로니 블레이클리        | 내쉬빌                                                                  | Barbara Jean                      |      |
| 실비아 마일스          | 잘 가요 내 사랑                                                         | Jessie Halstead Florian           |      |
| 릴리 톰린              | 내쉬빌                                                                  | Linnea Reese                      |      |
| 브렌다 바카로          | 재뉴어리                                                                | Linda Riggs                       |      |
| 1976 제49회 아카데미상 |                                                                         |                                   |      |
| 비어트리스 스트레이트  | 네트워크                                                                | Louise Schumacher                 |      |
| 제인 알렉산더          | 모두가 대통령의 사람들                                                  | Judy Hoback                       |      |
| 조디 포스터            | 택시 드라이버                                                           | Iris Steensma                     |      |
| 리 그랜트              | 세인트 루이스호의 대학살                                                | Lillian Rosen                     |      |
| 파이퍼 로리            | 캐리                                                                    | Margaret White                    |      |
| 1977 제50회 아카데미상 |                                                                         |                                   |      |
| 버네사 레드그레이브    | 줄리아                                                                  | Julia                             |      |
| 레슬리 브라운          | 터닝 포인트                                                             | Emilia Rodgers                    |      |
| 퀸 커밍스              | 굿바이 걸                                                               | Lucy McFadden                     |      |
| 멀린다 딜런            | 미지와의 조우                                                           | Gillian Guiler                    |      |
| 투즈데이 월드          | 미스터 굿바를 찾아서                                                    | Katherine Dunn                    |      |
| 1978 제51회 아카데미상 |                                                                         |                                   |      |
| 매기 스미스            | 캘리포니아의 다섯 부부                                                  | Diana Barrie                      |      |
| 다이언 캐넌            | 천국의 사도                                                             | Julia Farnsworth                  |      |
| 퍼넬러피 밀퍼드        | 귀향                                                                    | Vi Munson                         |      |
| 모린 스테이플턴        | 인테리어                                                                | Pearl                             |      |
| 메릴 스트립            | 디어 헌터                                                               | Linda                             |      |
| 1979 제52회 아카데미상 |                                                                         |                                   |      |
| 메릴 스트립            | 크레이머 크레이머                                                       | Joanna Kramer                     |      |
| 제인 알렉산더          | 크레이머 크레이머                                                       | Margaret Phelps                   |      |
| 바버라 배리            | 브레이킹 어웨이                                                         | Evelyn Stoller                    |      |
| 캔디스 버건            | 사랑의 새출발                                                           | Jessica Potter                    |      |
| 매리얼 헤밍웨이        | 맨하튼                                                                  | Tracy                             |      |

### 1980년대
| 연도                           | 배우                  | 작품                | 배역 |
| ------------------------------ | --------------------- | ------------------- | ---- |
| 1980 제53회 아카데미상         |                       |                     |      |
| 메리 스틴버건                  | 멜빈과 하워드         | 린다 더머           |      |
| 아일린 브레넌                  | 벤자민 일등병         | 도린 루이스 대위    |      |
| 에바 르 갈리엔                 | 부활                  | 펄 할머니           |      |
| 캐시 모리아티                  | 성난 황소             | 비키 테일러 라모타  |      |
| 다이애나 스카위드              | 인사이드 무브         | 루이스              |      |
| 1981 제54회 아카데미상         |                       |                     |      |
| 모린 스테이플턴                | 레즈                  | 옘마 골드만         |      |
| 멀린다 딜런                    | 선택                  | 테레사 페론         |      |
| 제인 폰다                      | 황금 연못             | 첼시 테일러 웨인    |      |
| 조앤 해킷                      | 허울 좋은 여자        | 토비 랜도           |      |
| 엘리자베스 맥거번              | 랙타임                | 이블린 네스빗       |      |
| 1982 제55회 아카데미상         |                       |                     |      |
| 제시카 랭                      | 투씨                  | 줄리 니컬스         |      |
| 글렌 클로스                    | 가프                  | 제니 필즈           |      |
| 테리 가                        | 투씨                  | 샌디 레스터         |      |
| 킴 스탠리                      | 여배우 프란시스       | 릴리언 파머         |      |
| 레슬리 앤 워런                 | 빅터 빅토리아         | 노마 캐새디         |      |
| 1983 제56회 아카데미상         |                       |                     |      |
| 린다 헌트                      | 가장 위험한 해        | 빌리 콴             |      |
| 셰어                           | 실크우드              | 돌리 펠리커         |      |
| 글렌 클로스                    | 새로운 탄생           | 사라 쿠퍼           |      |
| 에이미 어빙                    | 엔틀                  | 하다스              |      |
| 앨프리 우더드                  | 크로스 크리크         | 기치                |      |
| 1984 제57회 아카데미상         |                       |                     |      |
| 페기 애슈크로프트              | 인도로 가는 길        | 무어 부인           |      |
| 글렌 클로스                    | 내츄럴                | 아이리스 게인스     |      |
| 린지 크로스                    | 마음의 고향           | 매거릿 로맥스       |      |
| 크리스틴 라티                  | 위험한 유혹           | 헤이즐 자누시       |      |
| 제럴딘 페이지                  | 그리니치의 건달들     | 리터 부인           |      |
| 1985 제58회 아카데미상         |                       |                     |      |
| 앤젤리카 휴스턴                | 프리찌스 오너         | 매로세 프리치       |      |
| 마거릿 에이버리                | 컬러 퍼플             | 셕 에이버리         |      |
| 에이미 매디건                  | 인생이여 다시 한번    | 써니 소블           |      |
| 메그 틸리                      | 신의 아그네스         | 애그니스 수녀       |      |
| 오프라 윈프리                  | 컬러 퍼플             | 소피아 존슨         |      |
| 1986 제59회 아카데미상         |                       |                     |      |
| 다이앤 위스트                  | 한나와 그 자매들      | 홀리                |      |
| 테스 하퍼                      | 크라임 오브 하트      | 칙 보일             |      |
| 파이퍼 로리                    | 작은 신의 아이들      | 노먼 부인           |      |
| 메리 엘리자베스 매스트런토니오 | 컬러 오브 머니        | 카르멘              |      |
| 매기 스미스                    | 전망 좋은 방          | 샬롯 바틀릿         |      |
| 1987 제60회 아카데미상         |                       |                     |      |
| 올림피아 듀카키스              | 문스트럭              | 로즈 캐스토리니     |      |
| 노르마 알레안드로              | 가비의 기적           | 플로렌치아          |      |
| 앤 아처                        | 위험한 정사           | 베스 갤러거         |      |
| 앤 램지                        | 환상 살인             | 리프트 부인         |      |
| 앤 서든                        | 웨일즈 오브 어거스트  | 티샤 타우티         |      |
| 1988 제61회 아카데미상         |                       |                     |      |
| 지나 데이비스                  | 우연한 방문객         | 뮤리엘 프리쳇       |      |
| 조앤 큐잭                      | 워킹 걸               | 신                  |      |
| 프랜시스 맥도먼드              | 미시시피 버닝         | 펠 부인             |      |
| 미셸 파이퍼                    | 위험한 관계           | 마리 드 투르벨 부인 |      |
| 시고니 위버                    | 워킹 걸               | 캐서린 파커         |      |
| 1989 제62회 아카데미상         |                       |                     |      |
| 브렌다 프리커                  | 나의 왼발             | 브렌다 브라운       |      |
| 앤젤리카 휴스턴                | 적 그리고 사랑 이야기 | 타마라 브로더       |      |
| 레나 올린                      | 적 그리고 사랑 이야기 | 마사                |      |
| 줄리아 로버츠                  | 철목련                | 쉘비 이테톤 라세리  |      |
| 다이앤 위스트                  | 우리 아빠 야호        | 헬린 벅먼           |      |

### 1990년대
| 연도                   | 배우                 | 작품                   | 배역 |
| ---------------------- | -------------------- | ---------------------- | ---- |
| 1990 제63회 아카데미상 |                      |                        |      |
| 우피 골드버그          | 사랑과 영혼          | 오다 매 브라운         |      |
| 아네트 베닝            | 그리프터스           | 미라 랭트리            |      |
| 로렌 브라코            | 좋은 친구들          | 카렌 힐                |      |
| 다이앤 래드            | 광란의 사랑          | 마리에타 포춘          |      |
| 메리 맥도널            | 늑대와 춤을          | 주먹쥐고 일어서        |      |
| 1991 제64회 아카데미상 |                      |                        |      |
| 메르세데스 룰          | 피셔 킹              | 앤 내폴리테노          |      |
| 다이앤 래드            | 넝쿨 장미            | 어머니                 |      |
| 줄리엣 루이스          | 케이프 피어          | 다니엘 보든            |      |
| 케이트 넬리건          | 사랑과 추억          | 릴라 윙고 뉴베리       |      |
| 제시카 탠디            | 프라이드 그린 토마토 | 닌니 드레드구드        |      |
| 1992 제65회 아카데미상 |                      |                        |      |
| 머리사 토메이          | 나의 사촌 비니       | 모나 리사 비토         |      |
| 주디 데이비스          | 부부 일기            | 샐리                   |      |
| 조앤 플로라이트        | 4월의 유혹           | 피셔 부인              |      |
| 버네사 레드그레이브    | 하워즈 엔드          | 루스 윌콕스            |      |
| 미란다 리처드슨        | 데미지               | 인그리드 플레밍        |      |
| 1993 제66회 아카데미상 |                      |                        |      |
| 애나 패퀸              | 피아노               | 플로라 맥그레스        |      |
| 홀리 헌터              | 야망의 함정          | 태미 햄필              |      |
| 로지 페레스            | 공포 탈출            | 카를라 로드리고        |      |
| 위노나 라이더          | 순수의 시대          | 매이 웰랜드            |      |
| 엠마 톰슨              | 아버지의 이름으로    | 개러스 피어스          |      |
| 1994 제67회 아카데미상 |                      |                        |      |
| 다이앤 위스트          | 브로드웨이를 쏴라    | 헬렌 싱클레어          |      |
| 로즈메리 해리스        | Tom & Viv            | 로즈 로빈슨 헤이그우드 |      |
| 헬렌 미렌              | 조지 왕의 광기       | 샬럿 왕비              |      |
| 우마 서먼              | 펄프 픽션            | 미아 월리스            |      |
| 제니퍼 틸리            | 브로드웨이를 쏴라    | 올리브 닐              |      |
| 1995 제68회 아카데미상 |                      |                        |      |
| 미라 소비노            | 마이티 아프로디테    | 린다 애쉬              |      |
| 조앤 앨런              | 닉슨                 | 팻 닉슨                |      |
| 캐슬린 퀸런            | 아폴로 13            | 매를린 로옐            |      |
| 메어 위닝햄            | 조지아               | 조지아 플루드          |      |
| 케이트 윈슬렛          | 센스 앤 센서빌리티   | 마리앤느 대쉬우드      |      |
| 1996 제69회 아카데미상 |                      |                        |      |
| 쥘리에트 비노슈        | 잉글리쉬 페이션트    | 한나                   |      |
| 조앤 앨런              | 크루서블             | 엘리자베스 프록터      |      |
| 로런 버콜              | 로즈 앤드 그레고리   | 핸나 모건              |      |
| 바버라 허시            | 여인의 초상          | 세레나 멜 부인         |      |
| 마리애나 장바티스트    | 비밀과 거짓말        | 호텐스 컴버베치        |      |
| 1997 제70회 아카데미상 |                      |                        |      |
| 킴 베이신저            | LA 컨피덴셜          | 린 브레이큰            |      |
| 조앤 큐잭              | 인 앤 아웃           | 에밀리 몽고메리        |      |
| 미니 드라이버          | 굿 윌 헌팅           | 스카일라               |      |
| 줄리앤 무어            | 부기 나이트          | 앰버 웨이브스          |      |
| 글로리아 스튜어트      | 타이타닉             | 로즈 캘버트            |      |
| 1998 제71회 아카데미상 |                      |                        |      |
| 주디 덴치              | 셰익스피어 인 러브   | 엘리자베스 1세         |      |
| 캐시 베이츠            | 프라이머리 컬러스    | 리비 홀든              |      |
| 브렌다 블레신          | 작은 목소리          | 마리 호프              |      |
| 레이철 그리피스        | 힐러리와 재키        | 힐러리 뒤 프레         |      |
| 린 레드그레이브        | 갓 앤 몬스터         | 한나                   |      |
| 1999 제72회 아카데미상 |                      |                        |      |
| 안젤리나 졸리          | 처음 만나는 자유     | 리사 로우              |      |
| 토니 콜렛              | 식스 센스            | 린 시어                |      |
| 캐서린 키너            | 존 말코비치 되기     | 맥신 런드              |      |
| 서맨사 모턴            | 스윗 앤 로다운       | 해티                   |      |
| 클로이 세버니          | 소년은 울지 않는다   | 라나 티스델            |      |

### 2000년대
| 연도                   | 배우                             | 작품                  | 배역 |
| ---------------------- | -------------------------------- | --------------------- | ---- |
| 2000 제73회 아카데미상 |                                  |                       |      |
| 마샤 게이 하든         | 폴락                             | 리 크라스너           |      |
| 주디 덴치              | 초콜릿                           | 아르망드 보이진       |      |
| 케이트 허드슨          | 올모스트 페이머스                | 페니 레인             |      |
| 프랜시스 맥도먼드      | 올모스트 페이머스                | 엘라인 밀러           |      |
| 줄리 월터스            | 빌리 엘리어트                    | 조지아 윌킨슨         |      |
| 2001 제74회 아카데미상 |                                  |                       |      |
| 제니퍼 코널리          | 뷰티풀 마인드                    | 앨리아 내시           |      |
| 헬렌 미렌              | 고스포드 파크                    | 제인 윌슨             |      |
| 매기 스미스            | 고스포드 파크                    | 콘스턴스 트렌섬       |      |
| 머리사 토메이          | 침실에서                         | 내털리 스트라우트     |      |
| 케이트 윈슬렛          | 아이리스                         | 아이리스 머독         |      |
| 2002 제75회 아카데미상 |                                  |                       |      |
| 캐서린 지타존스        | 시카고                           | 벨마 켈리             |      |
| 캐시 베이츠            | 어바웃 슈미트                    | 로베르타 헤르첼       |      |
| 줄리앤 무어            | 디 아워스                        | 로라 맥그레스 브라운  |      |
| 퀸 라티파              | 시카고                           | 매트론 마마 모튼      |      |
| 메릴 스트리프          | 어댑테이션                       | 수전 올리언           |      |
| 2003 제76회 아카데미상 |                                  |                       |      |
| 러네이 젤위거          | 콜드 마운틴                      | 루비 튜스             |      |
| 쇼레 아그다슐루        | 모래와 안개의 집                 | 나데레 베라니         |      |
| 퍼트리샤 클라크슨      | 에이프릴의 특별한 만찬           | 조이 번스             |      |
| 마샤 게이 하든         | 미스틱 리버                      | 설레스트 보일         |      |
| 홀리 헌터              | 13살의 반란                      | 멜라니 프리랜드       |      |
| 2004 제77회 아카데미상 |                                  |                       |      |
| 케이트 블란쳇          | 에비에이터                       | 캐서린 헵번           |      |
| 로라 리니              | 킨제이 보고서                    | 클라라 맥밀런         |      |
| 버지니아 마센          | 사이드웨이                       | 마야 랜돌             |      |
| 소피 오코네도          | 호텔 르완다                      | 타티아나 루세사바기나 |      |
| 내털리 포트먼          | 클로저                           | 앨리스 에어스         |      |
| 2005 제78회 아카데미상 |                                  |                       |      |
| 레이철 바이스          | 콘스탄트 가드너                  | 테사 퀘일             |      |
| 에이미 애덤스          | 준벅                             | 애슐리 존스턴         |      |
| 캐서린 키너            | 카포티                           | 넬 하퍼 리            |      |
| 프랜시스 맥도먼드      | 노스 컨츄리                      | 글로리 닷지           |      |
| 미셸 윌리엄스          | 미셸 윌리엄스                    | 알마 비어스 델 마     |      |
| 2006 제79회 아카데미상 |                                  |                       |      |
| 제니퍼 허드슨          | 드림걸즈                         | 에피 화이트           |      |
| 아드리아나 바라자      | 바벨                             | 아멜리아 에르난데스   |      |
| 케이트 블란쳇          | 노트 온 스캔들                   | 바셰바 하트           |      |
| 애비게일 브레슬린      | 미스 리틀 선샤인                 | 올리브 후버           |      |
| 기쿠치 린코            | 바벨                             | 와타야 치에코         |      |
| 2007 제80회 아카데미상 |                                  |                       |      |
| 틸다 스윈턴            | 마이클 클레이튼                  | 캐런 크라우더         |      |
| 케이트 블란쳇          | 아임 낫 데어                     | 주드 퀸               |      |
| 루비 디                | 아메리칸 갱스터                  | 마할리 루커스         |      |
| 세어셔 로넌            | 어톤먼트                         | 브라이오니 탤리스     |      |
| 에이미 라이언          | 가라, 아이야, 가라               | 헬렌 매크레디         |      |
| 2008 제81회 아카데미상 |                                  |                       |      |
| 페넬로페 크루스        | 내 남자의 아내도 좋아            | 마리아 엘레나         |      |
| 에이미 애덤스          | 다우트                           | 제임스 수녀           |      |
| 비올라 데이비스        | 다우트                           | 밀러 부인             |      |
| 타라지 P. 헨슨         | 벤자민 버튼의 시간은 거꾸로 간다 | 퀴니                  |      |
| 머리사 토메이          | 더 레슬러                        | 캐시디/팸             |      |
| 2009 제82회 아카데미상 |                                  |                       |      |
| 모니크                 | 프레셔스                         | 메리 리 존스턴        |      |
| 페넬로페 크루스        | 나인                             | 카를라 알바네세       |      |
| 베라 파미가            | 인 디 에어                       | 앨릭스 고런           |      |
| 매기 질런홀            | 크레이지 하트                    | 진 크래독             |      |
| 애나 켄드릭            | 인 디 에어                       | 내털리 키너           |      |

### 2010년대
| 연도                     | 배우                              | 작품                      | 배역 |
| ------------------------ | --------------------------------- | ------------------------- | ---- |
| 2010 제83회 아카데미상   |                                   |                           |      |
| 멀리사 리오              | 《파이터》                        | 앨리스 에클런드-워드      |      |
| 에이미 애덤스            | 《파이터》                        | 샬린 플레밍               |      |
| 헬레나 보넘 카터         | 《킹스 스피치》                   | 엘리자베스 왕비           |      |
| 헤일리 스타인펠드        | 《더 브레이브》                   | 매티 로스                 |      |
| 재키 위버                | 《애니멀 킹덤》                   | 자닌 "스머프" 코디        |      |
| 2011 제84회 아카데미상   |                                   |                           |      |
| 옥타비아 스펜서          | 《헬프》                          | 미니 잭슨                 |      |
| 베레니스 베조            | 《아티스트》                      | 페피 밀러                 |      |
| 제시카 채스테인          | 《헬프》                          | 실리아 풋                 |      |
| 멀리사 매카시            | 《내 여자친구의 결혼식》          | 메건 프라이스             |      |
| 재닛 맥티어              | 《앨버트 놉스》                   | 휴버트 페이지             |      |
| 2012 제85회 아카데미상   |                                   |                           |      |
| 앤 해서웨이              | 레 미제라블                       | 팡틴                      |      |
| 에이미 애덤스            | 《마스터》                        | 페기 도드                 |      |
| 샐리 필드                | 《링컨》                          | 메리 토드 링컨            |      |
| 헬렌 헌트                | 《세션: 이 남자가 사랑하는 법》   | 셰릴 코엔그린             |      |
| 재키 위버                | 《실버라이닝 플레이북》           | 덜로리스 솔리타노         |      |
| 2013 제86회 아카데미상   |                                   |                           |      |
| 루피타 뇽오              | 《노예 12년》                     | 팻시                      |      |
| 샐리 호킨스              | 《블루 재스민》                   | 진저                      |      |
| 제니퍼 로런스            | 《아메리칸 허슬》                 | 로절린 로젠필드           |      |
| 줄리아 로버츠            | 어거스트: 가족의 초상             | 버버라 웨스턴포덤         |      |
| 준 스키브                | 네브래스카                        | 케이트 그랜트             |      |
| 2014년 제87회 아카데미상 |                                   |                           |      |
| 퍼트리샤 아켓            | 《보이후드》                      | 올리비아 에번스           |      |
| 로라 던                  | 《와일드》                        | 버버라 "버비" 그레이      |      |
| 키이라 나이틀리          | 《이미테이션 게임》               | 조앤 클라크               |      |
| 에마 스톤                | 《버드맨》                        | 샘 톰슨                   |      |
| 메릴 스트리프            | 《숲속으로》                      | 마녀                      |      |
| 2015년 제88회 아카데미상 |                                   |                           |      |
| 알리시아 비칸데르        | 《대니쉬 걸》                     | 게르다 베게너             |      |
| 제니퍼 제이슨 리         | 《헤이트풀8》                     | 여죄수                    |      |
| 루니 마라                | 《캐롤》                          | 테레즈 벨리벳             |      |
| 레이철 매캐덤스          | 《스포트라이트》                  | 사샤 파이퍼               |      |
| 케이트 윈슬렛            | 《스티브 잡스》                   | 조애나 호프먼             |      |
| 2016년 제89회 아카데미상 |                                   |                           |      |
| 비올라 데이비스          | 《펜스》                          | 로즈 맥슨                 |      |
| 나오미 해리스            | 《문라이트》                      | 폴라                      |      |
| 니콜 키드먼              | 《라이언》                        | 수 브리얼리               |      |
| 옥타비아 스펜서          | 《히든 피겨스》                   | 도러시 본                 |      |
| 미셸 윌리엄스            | 《맨체스터 바이 더 씨》           | 랜디 챈들러               |      |
| 2017년 제90회 아카데미상 |                                   |                           |      |
| 앨리슨 재니              | 《아이, 토냐》                    | 라보나 골든               |      |
| 메리 J. 블라이즈         | 《치욕의 대지》                   | 플로렌스 잭슨             |      |
| 레슬리 맨빌              | 《팬텀 스레드》                   | 시릴 우드콕               |      |
| 로리 멧커프              | 《레이디 버드》                   | 매리언 맥퍼슨             |      |
| 옥타비아 스펜서          | 《셰이프 오브 워터: 사랑의 모양》 | 젤다 델리라 풀러          |      |
| 2018년 제91회 아카데미상 |                                   |                           |      |
| 리자이나 킹              | 《빌 스트리트가 말할 수 있다면》  | 샤론 리버스               |      |
| 에이미 아담스            | 《바이스》                        | 린 체니                   |      |
| 마리나 데 타비라         | 《로마》                          | 소피아                    |      |
| 엠마 스톤                | 《더 페이버릿: 여왕의 여자》      | 아비게일 매셤             |      |
| 레이철 바이스            | 《더 페이버릿: 여왕의 여자》      | 말버러 공작부인 사라 처칠 |      |
| 2019년 제92회 아카데미상 |                                   |                           |      |
| 로라 던                  | 《결혼 이야기》                   | 노라 팬쇼                 |      |
| 캐시 베이츠              | 《리처드 주얼》                   | 바버라 "바비" 주얼        |      |
| 스칼릿 조핸슨            | 《조조 래빗》                     | 프라우 로지 베츨러        |      |
| 플로렌스 퓨              | 《작은 아씨들》                   | 에이미 커티스 마치        |      |
| 마고 로비                | 《밤쉘》                          | 케일라 포스피실           |      |

### 2020년대
| 연도                     | 배우                               | 작품                     | 배역 |
| ------------------------ | ---------------------------------- | ------------------------ | ---- |
| 2020년 제93회 아카데미상 |                                    |                          |      |
| 윤여정                   | 《미나리》                         | 순자                     |      |
| 마리야 바칼로바          | 《보랏 속편》                      | 투타르 사그디예프        |      |
| 글렌 클로스              | 《힐빌리의 노래》                  | 보니 밴스                |      |
| 올리비아 콜먼            | 《더 파더》                        | 앤                       |      |
| 어맨다 사이프리드        | 《맹크》                           | 매리언 데이비스          |      |
| 2021년 제94회 아카데미상 |                                    |                          |      |
| 아리아나 드보스          | 《웨스트 사이드 스토리》           | 어니타                   |      |
| 제시 버클리              | 《로스트 도터》                    | 레다 카루소              |      |
| 주디 덴치                | 《벨파스트》                       | 할머니                   |      |
| 커스틴 던스트            | 《파워 오브 도그》                 | 로즈 고든                |      |
| 안저뉴 엘리스            | 《킹 리차드》                      | 브랜디 프라이스          |      |
| 2022년 제95회 아카데미상 |                                    |                          |      |
| 제이미 리 커티스         | 《에브리씽 에브리웨어 올 앳 원스》 | 디어드리 보비어드리      |      |
| 앤절라 배싯              | 《블랙 팬서: 와칸다 포에버》       | 라몬다                   |      |
| 홍 차우                  | 《더 웨일》                        | 리즈                     |      |
| 케리 콘던                | 《이니셰린의 밴시》                | 시오반 술야바인          |      |
| 스테퍼니 슈              | 《에브리씽 에브리웨어 올 앳 원스》 | 조이 왕 / 조부 투파키    |      |
| 2023년 제96회 아카데미상 |                                    |                          |      |
| 데이바인 조이 랜돌프     | 《바튼 아카데미》                  | 메리 램                  |      |
| 에밀리 블런트            | 《오펜하이머》                     | 캐서린 "키티" 오펜하이머 |      |
| 대니엘 브룩스            | 《컬러 퍼플》                      | 소피아                   |      |
| 아메리카 페레라          | 《바비》                           | 글로리아                 |      |
| 조디 포스터              | 《나이애드의 다섯 번째 파도》      | 보니 스톨                |      |
| 2024년 제97회 아카데미상 |                                    |                          |      |
| 조이 살다나              | 《에밀리아 페레즈》                | 리타 모라 카스트로       |      |
| 모니카 바바로            | 《컴플리트 언노운》                | 존 바에즈                |      |
| 아리아나 그란데          | 《위키드》                         | 글린다                   |      |
| 펄리시티 존스            | 《브루탈리스트》                   | 엘리자베스 토스          |      |
| 이사벨라 로셀리니        | 《콘클라베》                       | 아그네스 수녀            |      |

## 외국인 수상자
아카데미 시상식은 미국을 기반으로 하고 할리우드 영화 산업의 중심지에 있어, 아카데미상 수상자의 대부분은 미국인들이 대다수이다. 그렇더라도 외국인 수상자는 존재하며, 다음은 아카데미 여우조연상을 수상한 외국인 배우들의 목록이다.
- 오스트레일리아: 케이트 블란쳇 (블란쳇은 텍사스 출신의 아버지와 오스트레일리아 출신 어머니 사이에서 태어난 미국계 혼혈이다.)
- 캐나다 / 뉴질랜드: 애나 패퀸 (패퀸은 캐나다 출생자이지만, 4세때 뉴질랜드로 이민을 갔다.)
- 프랑스: 쥘리에트 비노슈
- 그리스: 카티나 팍시누
- 아일랜드: 브렌다 프리커
- 일본: 우메키 미요시
- 케냐 / 멕시코: 루피타 뇽오
- 푸에르토리코: 리타 모레노
- 러시아: 릴라 케드로바
- 스페인: 페넬로페 크루스
- 스웨덴: 잉리드 베리만, 알리시아 비칸데르
- 영국: 페기 애시크로프트, 주디 덴치, 웬디 힐러, 버네사 레드그레이브, 마거릿 러더퍼드, 매기 스미스, 틸다 스윈턴, 레이철 바이스, 캐서린 지타존스
- 대한민국: 윤여정

## 여우조연상 2회 이상 수상자
2회 수상자
- 다이앤 위스트
- 셸리 윈터스

## 여우조연상 2회 이상 후보자
6회 후보자
- 델마 리터

5회 후보자
- 에이미 애덤스

4회 후보자
- 에설 배리모어
- 리 그랜트
- 애그니스 무어헤드
- 제럴딘 페이지
- 매기 스미스
- 모린 스테이플턴
- 메릴 스트리프
- 글렌 클로스

3회 후보자
- 케이트 블란쳇
- 글래디스 쿠퍼
- 설레스트 홈
- 다이앤 래드
- 앤절라 랜즈베리
- 프랜시스 맥도먼드
- 앤 리비어
- 옥타비아 스펜서
- 클레어 트레버
- 머리사 토메이
- 다이앤 위스트
- 케이트 윈즐릿
- 셸리 윈터스
- 캐시 베이츠
- 주디 덴치

2회 후보자
- 제인 알렉산더
- 조앤 앨런
- 페이 베인터
- 벨루아 본디
- 앨리스 브래디
- 다이언 캐넌
- 페넬로페 크루스
- 조앤 큐잭
- 멀린다 딜런
- 밀드레드 던녹
- 이디스 에번스
- 마샤 게이 하든
- 루스 고든
- 글로리아 그레이엄
- 아일린 헤커트
- 웬디 힐러
- 홀리 헌터
- 앤젤리카 휴스턴
- 매들린 칸
- 캐서린 키너
- 셜리 나이트
- 엘자 란체스터
- 파이퍼 로리
- 머시디스 매케임브리지
- 실비아 마일즈
- 헬렌 미렌
- 줄리앤 무어
- 마리아 우스펜스카야
- 에스텔 파슨스
- 마조리 램보
- 버네사 레드그레이브
- 조이스 레드먼
- 줄리아 로버츠
- 게일 손더그라드
- 재키 위버
- 메이 휘티
- 미셸 윌리엄스
- 테리사 라이트
- 레이철 바이스
- 로라 던
- 조디 포스터

## 같이 보기
- 영국 아카데미 여우조연상
- 아카데미 남우조연상